# داگلاس فیربنکس جونیور
داگلاس فیربنکس جونیور (انگلیسی: Douglas Fairbanks Jr.؛ ۹ دسامبر ۱۹۰۹ – ۷ مهٔ ۲۰۰۰) یک هنرپیشه، تهیه‌کننده فیلم و افسر نیروی دریایی ایالات متحده آمریکا بود. وی بین سال‌های ۱۹۱۶ تا ۱۹۹۷ میلادی فعالیت می‌کرد.
از فیلم‌ها یا برنامه‌های تلویزیونی که وی در آن نقش داشته‌است، می‌توان به نمایش نمایش‌ها،  جارزن، پرواز شناسایی، شکوه صبح، سزار کوچک، سه تفنگدار، سندباد دریانورد، و تبعید اشاره کرد.
وی همچنین برندهٔ جوایزی همچون ستاره نقره‌ای، نشان افتخار شایستگی جمهوری فدرال آلمان، نشان امپراتوری بریتانیا، لژیون افتخار، و لژیون دونور شده‌است.

## اوهیل زندگی
داگلاس التون فربنکس جونیور در سال ۱۹۰۹ در شهر نیویورک به دنیا آمد. او تنها فرزند بازیگر مشهور، داگلاس فربنکس و آنا بث سالی، دختر کارخانه‌دار ثروتمند، دانیل جی. سالی بود. پدر فربنکس یکی از نخستین نمادهای سینمایی به‌شمار می‌رفت و به‌خاطر بازی در فیلم‌های ماجراجویانه‌ای چون نشان زورو، رابین هود و دزد بغداد شهرت داشت. فربنکس در دوران کودکی نقش‌های کوچکی در فیلم‌های پدرش از جمله اشراف‌زادگان آمریکایی (۱۹۱۶) و سه تفنگدار (۱۹۲۱) ایفا کرد.
وقتی نه ساله بود، والدینش از هم جدا شدند و هر دو دوباره ازدواج کردند. او به همراه مادرش در شهرهای نیویورک، کالیفرنیا، پاریس و لندن زندگی کرد.
تحصیلات ابتدایی‌اش را در مدرسه انحصاری «هالیوود اسکول فور بویز» در لس‌آنجلس آغاز کرد. پس از آنکه مادر و ناپدری‌اش به نیویورک نقل مکان کردند، فربنکس به مدرسه خصوصی «بووی»، مخصوص پسران، رفت. در دوران تحصیل در بووی، در یک آموزشگاه بعدازمدرسه‌ای به نام «نیکرباکر گریس» نیز ثبت‌نام کرد و به‌مدت یک سال در گروه نوازندگان طبل آن فعالیت داشت. پس از بازگشت به کالیفرنیا، در مدرسه نظامی هاروارد تحصیل کرد و سپس وارد مدرسه پلی‌تکنیک در پاسادنا شد. پس از مهاجرت او و مادرش به فرانسه، فربنکس به دبیرستان «لیسه ژانسون-دو-سای» در پاریس رفت.